# 타르페아

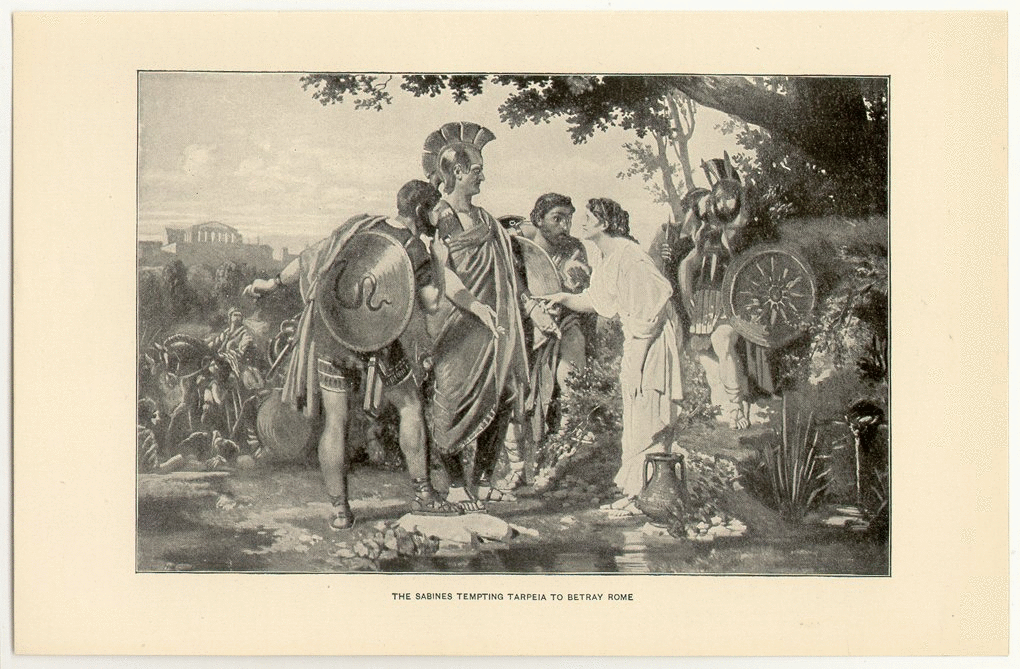
타르페아의 제안

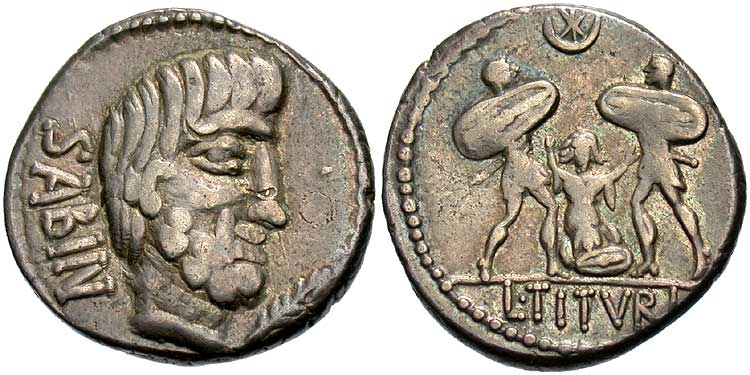
타르페아의 고문을 그린 기원전 89년의 데나리우스

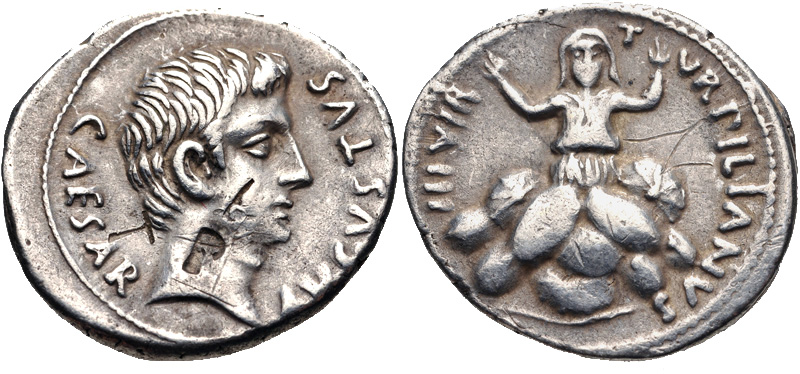
데나리우스 (기원전 19-18년) 아우구스투스의 두상과 뒷면에는 군인들의 방패로 짓이겨지는 타르페아가 있다

타르페아(Tarpeia /tɑːrˈpiːə/)는 로마 신화에서 사비니 여인들의 납치가 있었던 시기에 로마 사령관 스푸리우스 타르페이우스의 딸로 베스타 신녀였다. 그녀는 보석을 댓가로 받기로 하고, 로마를 배신하여 사비니인에게 요새를 넘겼던 배신자였다. 그녀는 보석을 받는 대신 사비니인들에게 방패에 짓이겨 죽임을 당했고, 그녀의 시신은 로마의 카피톨리노 언덕 남쪽 절벽에서 던져졌다. 그 절벽은 그녀의 이름을 따서 타르페아 바위라고 불렸다.

## 전설
전설에 따르면 로마가 사비니족 왕 티투스 타티우스에 의해 포위되었을 때, 성채 사령관 스푸리우스 타르페이우스의 딸인 타르페아가 사비니 진영에 접근하여 “왼팔에 짊어진 것”을 받는 대가로 그들을 도시로 들여보내 주겠다고 제안했다고 한다. 금을 탐했던 그녀는 그들의 팔찌를 의미했지만, 사비니족은 대신 방패를 왼팔에 메고 그녀에게 던져 그녀를 짓이겨 죽였다. 그녀의 시신은 카피톨리노 언덕 남쪽 정상의 가파른 절벽에서 던져졌다. (또는 일부 설명에 따르면 묻혔다) 그러나 사비니족은 야누스가 만든 끓는 물줄기에 의해 기적적으로 보호된 포룸을 정복할 수 없었다.
이 전설은 기원전 89년에 내전 이후에 사비누스에 의해 그리고 대략 기원전 20년에 황제 아우구스투스의 은화 데나리우스에 묘사되었다. 타르페아는 이후 로마에서 배신과 탐욕의 상징이 되었다. 그녀가 던져진 절벽은 타르페아 바위로 명명되었으며, 로마의 가장 악명 높은 반역자들의 처형 장소가 되었다.

## 해설

### 리비
리비의 해설은 파비우스, 디오니시우스 및 피소의 정보를 사용하며, 모두 리비 이전에 타르페아에 대한 기존 설명이 있었다. 전작의 작가들은 전설에 나오는 신화의 기본 이야기를 형성합다. 리비가 추가한 독특한 세부 사항은 타르페아가 탐욕스럽게 금을 찾는 것이 아니라 사비니족들이 무기를 들여놓으면 무기를 포기하도록 속이려고 했다는 암시이다. 리비는 다음과 같이 덧붙인다.

왼손에 든 물건을 넘겨주기로 합의한 결과, 진정 노렸던 것은 무기였고, 사기를 친 것처럼 보여 자신의 ‘임금’으로 풀려났다고 말하는 이들도 있다.

리비는 타르페아를 베스타 신녀라고 명시적으로 부르지 않았지만, 그녀를 ‘신녀’라고 불렀다. 로마 역사가들은 일반적으로 이것이 그녀가 베스타 신녀인 것으로 해석된다고 말한다.

### 바로
타르페아에 대한 바로의 설명은 리비의 설명과 거의 동일하지만, 바로는 타르페아가 베스타 신녀였다고 포함한다. 바로는 플루타르크가 처음 4명의 베스타 신녀 중 하나가 타르페아라고 명명되었다고 썼을 때 이 세부 사항을 추가했다. 이 추가된 세부 사항은 이제 타르페아가 베스타 신녀였었다는 신화에서 받아들여지기 때문에 중요하다. 그것은 또한 프로페르티우스와 같은 작가들이 이 세부 사항을 확장하고 타르페아가 순결하지 못한 주제를 추가할 수 있는 길을 열었다. 그래서 그녀가 탐욕스러웠다.

### 프로페르티우스
프로페르티우스 해설은 예술 작품으로 간주된다. 이 시는 가장 두드러지게 타티우스와 타르페이아의 사랑 관계를 소개했다. 이것은 바로가 타르페아를 베스타 신녀로 추가했기 때문에 사용되었다. 타르페아는 베스타 신녀였기 때문에 사랑(따라서 성적 욕망)은 타르페아의 탐욕과 로마에 대한 배신의 전조로 사용될 수 있다. 신화에 대한 이러한 예술적 접근은 이야기를 로마인들과 더 관련이 있게 만들고 탐욕이 누군가를 덮쳤을 때 일어나는 일에 대한 더 큰 상징으로 사용되었다.

## 상징
고대에 사용된 일반적인 은유는 물그릇과 여성의 섹슈얼리티의 연관성이었다. 여성의 몸은 용기이고, 내부의 물은 그녀의 다산을 나타낸다. 타르페아는 베스타 신녀이기 때문에 프로페르티우스의 설명에서 타티우스를 처음 봤을 때 그녀가 물그릇을 떨어뜨린 것은 매우 중요하다. 베스타 신녀들은 완전한 로마 시민의 화신이었다. 그들의 “침투되지 않은 피부”는 남아 있는 로마의 성벽에 대한 은유였다. 떨어지는 물은 타르페아가 순결하지 않은 것으로 해석되어 그녀의 탐욕을 ‘성적 도전’으로 연결한다.

## 같이 보기
- 루크레티아

## 참고 문헌
- 리비. “Ab urbe condita” 1:11. Translated from the Original with Notes and Illustrations by George Baker, A.M.. First American ed., from the Last London Edition, in Six Volumes. (New York: Peter A. Mesier et al., 1823). 2016년 5월 1일에 확인함.
- 프로페르티우스, IV.4